# Diederik Foubert
Diederik "Didi" Foubert (Berchem, Kluisbergen 12 de juliol de 1961) és un ciclista belga que fou professional entre 1983 i 1985. Tant va combinar el ciclisme en pista com el de ruta. En el seu palmarès destaca la Nokere Koerse de 1985. És pare del també ciclista Glen Foubert.
Com a ciclista amateur va participar en els Jocs Olímpics de Moscou de 1980, en la prova de Persecució per equips.

## Palmarès
- 1981
  - 1r als Sis dies de Nouméa (amb Daniel Gisiger)
- 1983
  - 1r al Circuit du Hainaut
- 1985
  - 1r a la Nokere Koerse

### Resultats a la Volta a Espanya
- 1985. 85è de la Classificació general